# Пальма-де-Мальорка (аеропорт)

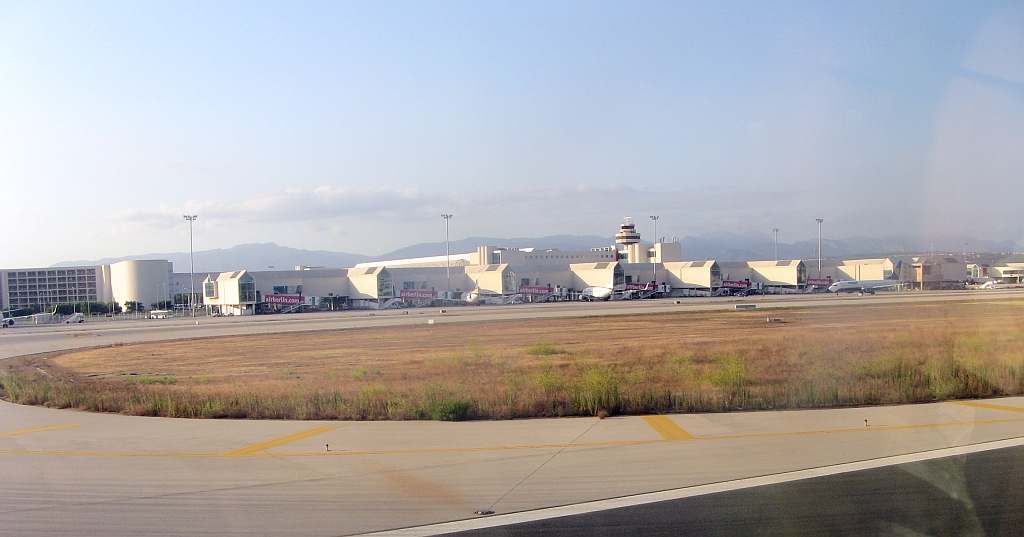
Перон

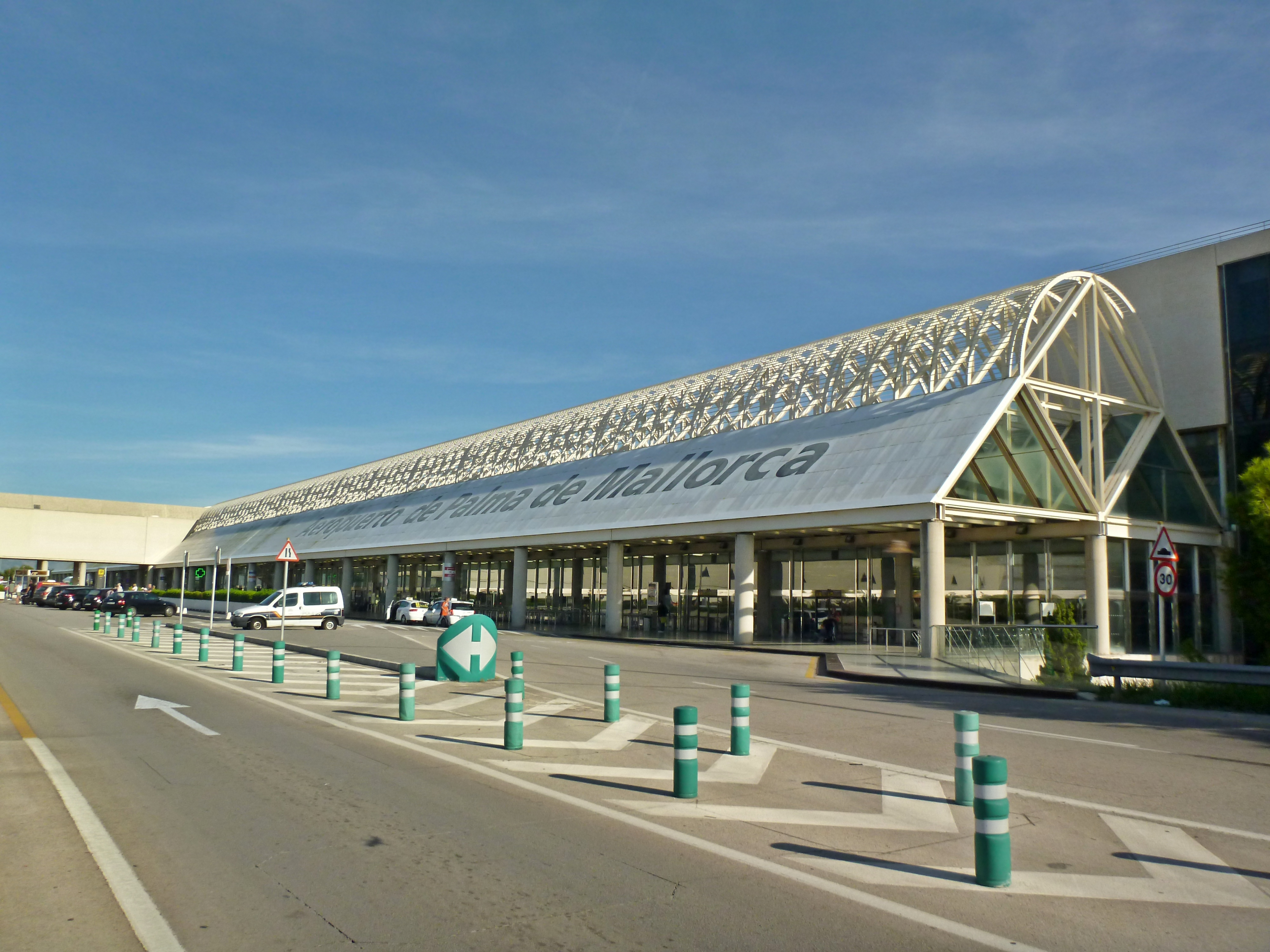
Екстер'єр головного терміналу

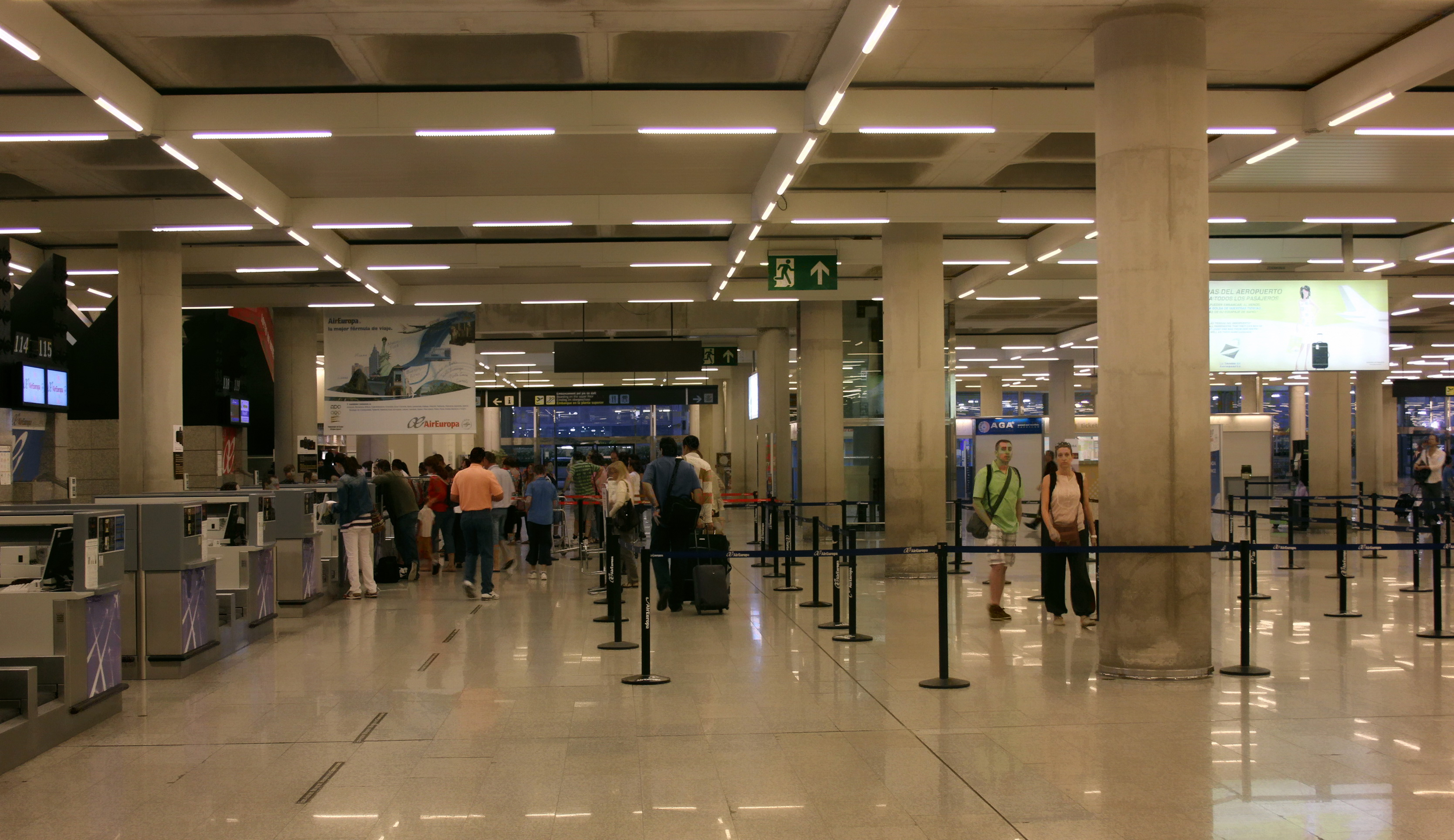
Інтер'єр терміналу

Пальма-де-Мальорка (кат. Aeroport de Palma de Mallorca, ісп. Aeropuerto de Palma de Mallorca; IATA: PMI, ICAO: LEPA) — міжнародний аеропорт розташований за 8 км на схід  від міста Пальми, Мальорка, Іспанія, поруч із селищем Кан-Пастилья. Також відомий як Аеропорт де Сон-Сан-Жуан, третій за величиною аеропорт Іспанії після Мадрида та Барселони. Влітку він є одним з найзавантаженіших аеропортів у Європі, в 2017 році його використало 27,9 мільйонів пасажирів.
Аеропорт є хабом для:
- Air Europa
- Ryanair
- EasyJet
- Vueling

## Термінали
Аеропорт Пальма-де-Мальорка займає площу 6,3 км². Завдяки швидкому зростанню пасажирообігу, до двох терміналів A (1965) та B (1972) було додано додаткову інфраструктуру. Аеропорт зараз складається з чотирьох модулів: модуль A (колишня будівля терміналу A), модуль B (колишня будівля терміналу B), модуль C та модуль D (два останніх були абсолютно новими будівлями та гейтами, які відкрили разом з новим центральним терміналом і були введені в дію в 1997 році). Аеропорт може обслуговувати до 25 млн. пасажирів на рік, з можливістю відправлення 12 000 пасажирів на годину.

### Модуль А
Колишня будівля терміналу А розташована на півночі аеропорту. Має 28 гейтів та 8 телетрапів. Пірс використовується переважно рейсами не-Шенгенських напрямків та на Велику Британію і Ірландію. Ця частина будівлі терміналу закрита взимку і використовується тільки влітку.

### Модуль B
Колишня будівля терміналу B є найменшим модулем, розташованим на північному сході. Він має 8 гейтів, розташованих на першому поверсі та немає телетрапів. Він використовується регіональним перевізником Air Nostrum, головним чином з напрямками до аеропортів Ібіца,  Менорка, Валенсія, Лерида, Астурія та Сантьяго-де-Компостела.

### Модуль С
Найбільший з модулів розташований на сході аеропорту. Має 33 гейти та 9 телетрапів. Використовується компаніями Condor, EasyJet та Norwegian Air Shuttle до країн Шенгенської зони.

### Модуль D
Розташований на півдні. Має 19 воріт та 10 телетрапів. Всі непарні гейти мають виходи до трансферних автобусів. Під час закриття південного району модуля С він використовувався, головним чином, для польотів в Європу.

## Авіалінії та напрямки, березень 2020

### Пасажирські
| Авіакомпанія                   | Пункт призначення |
| ------------------------------ | --- |
| Aer Lingus                     | Сезонний: Корк, Дублін |
| Aeroflot                       | Сезонний:Москва-Шереметьєво |
| Air Algérie                    | Алжир |
| Air Arabia Maroc               | Надор |
| airBaltic                      | Сезонний: Рига |
| Air Europa                     | Аліканте, Альмерія, Астурія, Барселона, Більбао, Гранада, Мадрид, Менорка, Париж–Орлі, Сантьяго-де-Компостела, Севілья, Валенсія, Валядолід, Сарагоса Сезонний: Касабланка (з 27 червня 2020),, Ібіца, Малага, Марракеш (з 28 червня 2020),, Надор (з 26 червня 2020),, Саламанка, Віго Сезонний чартер: Оре/Естерсунд, Бурленге, Гальмстад, Гаугесунн, Інвернесс, Джерсі, Єнчепінг, Молде, Осло-Торп, Шаннон, Шеллефтео, Сундсвалль, Тель-Авів |
| Air France                     | Париж-Шарль де Голль |
| AlbaStar                       | Сезонний чартер: Бергамо, Бірмінгем, Болонья, Корк, Дублін, Дарем Долина Тиса (з 19 липня 2020),, Нок, Мілан-Мальпенса, Тель-Авів, Верона, Венеція |
| Alitalia                       | Сезонний: Мілан-Лінате, Рим-Ф'юмічіно |
| Atlantic Airways               | Сезонний: Вагар |
| Austrian Airlines              | Сезонний: Відень (з 4 липня 2020) |
| Aviolet                        | Сезонний чартер: Белград |
| Binter Canarias                | Гран-Канарія, Тенерифе-Північний |
| Blue Air                       | Сезонний: Бухарест, Турин |
| British Airways                | Лондон-Сіті, Лондон-Хітроу Сезонний: Единбург, Глазго (з 30 травня 2020),, Лондон-Гатвік, Лондон-Станстед, Манчестер |
| Brussels Airlines              | Сезонний: Брюссель |
| Bulgaria Air                   | Софія |
| Buzz                           | Сезонний чартер: Краків (з 17 червня 2020) |
| Condor                         | Дюссельдорф, Франкфурт Сезонний: Гамбург, Ганновер, Лейпциг/Галле, Мюнхен, Штутгарт |
| Corendon Airlines Europe       | Сезонний: Кельн/Бонн, Ганновер (з 27 червня 2020), Нюрнберг (з 1 травня 2020) |
| Corendon Dutch Airlines        | Сезонний: Амстердам, Маастрихт/Аахен |
| Czech Airlines                 | Сезонний чартер:Прага |
| easyJet                        | Бристоль, Ліверпуль, Лондон-Гатвік, Лондон-Лутон, Лондон-Станстед, Манчестер Сезонний: Белфаст-Міжнародний, Единбург, Глазго, Лондон-Саутенд, Ньюкасл |
| easyJet Europe                 | Берлін-Шенефельд, Берлін-Тегель, Лондон-Гатвік, Лондон-Лутон Сезонний: Амстердам, Бордо, Ліон, Мілан-Мальпенса, Неаполь, Ніцца, Париж-Шарль де Голль, Рим-Ф'юмічіно, Штутгарт, Тулуза, Венеція |
| easyJet Switzerland            | Базель-Мюлуз-Фрайбург, Женева |
| Edelweiss Air                  | Цюрих |
| Enter Air                      | Сезонний чартер: Гданськ, Катовиці, Краків, Варшава-Шопен, Вроцлав |
| Eurowings                      | Берлін-Тегель, Кельн/Бонн, Дортмунд, Дюссельдорф, Гамбург, Ганновер, Мюнхен, Мюнстер/Оснабрюк, Нюрнберг, Падерборн/Ліппштадт, Зальцбург, Штутгарт Сезонний: Базель-Мюлуз-Фрайбург, Бремен, Дрезден, Грац, Карлсруе/Баден-Баден, Лейпциг/Галле, Саарбрюккен, Цюрих |
| Evelop Airlines                | Сезонний: Лісабон, Порту Сезонний чартер: Олесунн, Карлстад, Тронгейм |
| Finnair                        | Сезонний: Гельсінкі, Кемі |
| FlyBAIR                        | Сезонний: Берн (з 2 травня 2020) |
| GetJet Airlines                | Сезонний чартер: Вільнюс |
| Hahn Air                       | Сезонний: Дюссельдорф |
| Helvetic Airways               | Сезонний: Берн, Сіон |
| Iberia Regional                | Аліканте, Льєйда, Ібіца, Менорка, Сантьяго-де-Компостела, Валенсія Сезонний: Більбао, Памплона, Саламанка. |
| Iberia Express                 | Мадрид |
| Israir                         | Сезонний: Тель-Авів (з 27 червня 2020) |
| Jet2.com                       | Бірмінгем, Манчестер Сезонний: Белфаст-Міжнародний, Східний Мідландс, Единбург, Глазго, Лідс-Бредфорд, Лондон-Станстед, Ньюкасл |
| Jet Time                       | Сезонний чартер: Ольборг, Біллунн, Гельсінкі, Норрчепінг, Еребру, Векше |
| Lauda                          | Дрезден Дюссельдорф, Франкфурт, Ганновер, Нок (з 31 березня 2020),, Мюнхен, Мюнстер/Оснабрюк, Штутгарт, Відень Сезонний: Ерфурт-Веймар, Фрідріхсгафен, Клагенфурт (з 31 березня 2020), Зальцбург, Сантьяго-де-Компостела (з 1 червня 2020) |
| Level                          | Сезонний: Відень |
| Lufthansa                      | Сезонний: Франкфурт, Мюнхен |
| Luxair                         | Люксембург |
| Neos                           | Мілан-Бергамо, Болонья, Мілан-Мальпенса, Верона |
| Norwegian Air Shuttle          | Копенгаген, Гетеборг, Гельсінкі, Лондон-Гатвік, Осло-Гардермуен, Стокгольм-Арланда Сезонний: Ольборг, Берген, Мюнхен Сезонний чартер: Буде, Лелео, Ставангер, Тронгейм |
| Ryanair                        | Аліканте, Барселона, Берлін-Тегель, Берлін-Шенефельд, Бремен, Брюссель-Шарлеруа, Кельн/Бонн, Дортмунд, Ейндговен, Франкфурт, Гамбург, Карлсруе/Баден-Баден, Лондон-Станстед, Мадрид, Малага, Манчестер, Нюрнберг, Сантьяго-де-Компостела, Севілья, Валенсія, Варшава-Модлін, Веце, Сезонний: Париж-Бове, Бергамо, Біллунн, Бірмінгем, Болонья, Борнмут, Братислава, Бристоль, Брюссель, Корк, Дублін, Дюссельдорф, Східний Мідландс, Единбург, Жирона, Глазго-Прествік, Гетеборг, Каунас, Краків, Лідс-Бредфорд, Ліверпуль, Лондон-Саутенд, Люксембург, Марсель, Ньюкасл, Порту, Познань, Прага, Реус, Рим-Чіампіно, Сантандер, Шаннон, Стокгольм-Скавста, Страсбург, Штутгарт, Віторія, Вроцлав |
| S7 Airlines                    | Москва-Домодєдово |
| Scandinavian Airlines          | Орхус, Копенгаген, Осло-Гардермуен, Стокгольм-Арланда Сезонний: Гетеборг Сезонний чартер: Берген, Тронгейм |
| SkyUp                          | Сезонний: Київ-Бориспіль |
| SmartWings                     | Прага Сезонний: Братислава, Брно, Кошице, Острава |
| Smartwings Hungary             | Сезонний чартер: Будапешт |
| Smartwings Poland              | Сезонний чартер: Катовиці |
| Sunclass Airlines              | Сезонний чартер: Ольборг, Берген, Біллунн, Бурленге, Копенгаген, Гетеборг, Гельсінкі, Єнчепінг, Кальмар, Крістіансанн, Мальме, Оденсе (з 30 червня 2020), Еребру, Осло-Гардермуен, Ставангер, Стокгольм-Арланда, Сундсвалль, Тронгейм |
| Sundair                        | Сезонний: Кассель |
| SunExpress Deutschland         | Франкфурт, Мюнхен, Нюрнберг Сезонний: Дюссельдорф, Ганновер, Лейпциг/Галле |
| Swiss International Air Lines  | Женева, Цюрих |
| TAROM                          | Сезонний: Бухарест |
| Transavia                      | Сезонний: Амстердам, Ейндговен, Гронінген, Роттердам/Гаага |
| Transavia France               | Сезонний: Монпельє (з 5 квітня 2020),, Нант |
| TUI Airways                    | Сезонний: Абердін, Белфаст-Міжнародний, Бірмінгем, Борнмут, Брістоль, Кардіфф, Донкастер/Шеффілд, Східний Мідландс, Единбург, Ексетер, Глазго, Гамберсайд, Лідс-Бредфорд, Ліверпуль, Лондон-Гатвік, Лондон-Лутон, Лондон-Станстед, Манчестер, Ньюкасл, Норвіч Сезонний чартер: Дублін |
| TUI fly Belgium                | Брюссель-Шарлеруа, Париж-Шарль де Голль Сезонний: Брюссель, Льєж, Остенде-Брюгге |
| TUI fly Deutschland            | Сезонний: Базель-Мюлуз-Фрайбург, Кельн/Бонн, Дюссельдорф, Франкфурт, Ганновер, Мюнхен, Нюрнберг (з 18 квітня 2020), Падерборн/Ліппштадт, Саарбрюккен, Штутгарт |
| TUI fly Netherlands            | Сезонний: Амстердам, Роттердам/Гаага |
| TUI fly Nordic                 | Сезонний чартер: Копенгаген, Гетеборг, Мальме, Норрчепінг (з 16 травня 2020),, Осло-Гардермуен, Стокгольм-Арланда |
| Ukraine International Airlines | Сезонний: Київ-Бориспіль |
| Ural Airlines                  | Сезонний: Москва-Домодєдово |
| Volotea                        | Сезонний: Астурія, Барі, Більбао, Бордо, Брест-Бретань, Кан, Довіль (з 15 квітня 2020),, Генуя, Лілль, Ліон, Марсель, Нант, Палермо, Піза, Тулуза, Турин, Венеція, Верона, Віго, Сарагоса Сезонний чартер: Корк, Лондон-Саутенд, Саутгемптон |
| Vueling                        | Ла-Корунья, Аліканте, Барселона, Більбао, Гранада, Херес-де-ла-Фронтера, Лісабон, Малага, Мюнхен, Париж-Шарль де Голль, Париж-Орлі, Сантьяго-де-Компостела, Севілья, Штутгарт, Валенсія, Відень, Сарагоса, Цюрих Сезонний: Амстердам, Астурія, Бордо, Кардіфф, Флоренція, Лілль, Ліон, Марсель, Ренн, Рим-Ф'юмічіно, Тулуза |
| Wizz Air                       | Сезонний: Будапешт, Клуж-Напока, Дебрецен, Катовиці (з 3 червня 2020) |

### Вантажні
| Авіакомпанія | Пункт призначення                 |
| ------------ | --------------------------------- |
| Swiftair     | Барселона, Мадрид, Ібіца, Менорка |

## Статистика
|                          | Пасажирообіг | Авіатрафік | Вантажообіг (кг) |
| ------------------------ | ------------ | ---------- | ---------------- |
| 1999                     | 19,127,773   | 168,533    |                  |
| 2000                     | 19,424,243   | 176,997    | 25,156,479       |
| 2001                     | 19,206,964   | 169,603    | 23,068,964       |
| 2002                     | 17,832,558   | 160,329    | 20,412,784       |
| 2003                     | 19,185,919   | 168,988    | 19,935,677       |
| 2004                     | 20,416,083   | 177,859    | 20,408,137       |
| 2005                     | 21,240,736   | 182,028    | 21,025,694       |
| 2006                     | 22,408,427   | 190,304    | 22,443,596       |
| 2007                     | 23,228,879   | 197,384    | 22,833,556       |
| 2008                     | 22,832,857   | 193,379    | 21,395,791       |
| 2009                     | 21,203,041   | 177,502    | 17,086,478       |
| 2010                     | 21,117,417   | 174,635    | 17,292,240       |
| 2011                     | 22,726,707   | 180,152    | 15,777,101       |
| 2012                     | 22,666,858   | 173,966    | 13,712,034       |
| 2013                     | 22,768,032   | 170,140    | 12,236,854       |
| 2014                     | 23,115,622   | 172,630    | 11,462,907       |
| 2015                     | 23,745,023   | 178,254    | 11,373,639       |
| 2016                     | 26,254,110   | 197,640    | 10,452,860       |
| 2017                     | 27,950,655   | 208,787    | 10,191,236       |
| 2018                     | 29,081,787   | 220,329    | 10,018,045       |
| 2019                     | 29,721,123   | 217,218    | 9,021,606        |
| Джерело: Aena Statistics |              |            |                  |

## Транспорт
З/до аеропорту можна дістатись автобусами №21, що прямує готелями вздовж узбережжя Пальми, та № 1 що прямує з/до центрального автовокзалу на площі Іспанія. Таксі, трансферна автівка та оренда авто також до послуг туристів.